# Seznam hlav států v roce 1938

## Afrika
- Egypt
  - Farúk I.
- Etiopie
  - Viktor Emanuel III.
- Jižní Afrika
  - král
    - Jiří VI.

  - generální guvernér
    - Sir Patrick Duncan

  - předseda vlády
    - Barry Herzog
- Libérie
  - Edwin Barclay
- Zanzibar
  - Khalifa bin Harub

## Asie
- Afghánistán
  - král
    - Muhammad Záhir Šáh

  - předseda vlády
    - Mohammed Hashim Khan
- Bhútán
  - Jigme Wangchuk
- Brunej
  - Ahmad Tajuddin
- Čína
  - prezident
    - Lin Sen

  - předseda vlády
    - 1. Chiang Kai-shek
    - 2. K'ung Hsiang-hsi
- Filipíny
  - Manuel Quezon
- Indie
  - Císař
    - Jiří VI.

  - generální guvernér
    - Victor Hope
- Irák
  - král
    - Ghazi I.

  - předseda vlády
    - 1. Jamil al-Midfai (do 25. prosince)
    - 2. Nuri as-Said (od 25. prosince)
- Írán
  - Rezá Šáh Pahlaví
- Japonsko
  - císař
    - Hirohito

  - předseda vlády
    - Fumimaro Konoe
- Jemen
  - Yahya Muhammad Hamid ad-Din
- Mandžusko
  - Aisin Gioro Puyi
- Mongolsko
  - král
    - Dansrabilegiin Dogsom

  - předseda vlády
    - Anandyn Amar
- Nepál
  - Tribhuvan
- Omán
  - Saíd bin Tajmúr
- Siam
  - král
    - Ananda Mahidol

  - předseda vlády
    - 1. Phraya Phahon Phonphayuhasena (do 11. září)
    - 2. Phibul Songkhram (od 14. prosince)
- Tibet
  - Tendzin Gyatsho
- Transjordánsko
  - Abdallah ibn Husain I.

## Evropa
- Československo
  - Edvard Beneš

## Severní Amerika
- Dominikánská republika
  - prezident
    - 1. Rafael Trujillo (do 18. června)
    - 2. Jacinto Bienvenido Peynado (od 18. června)
- Guatemala
  - Jorge Ubico Castañeda
- Haiti
  - Élie Sténio Vincent
- Honduras
  - Tiburcio Carías Andino
- Kanada
  - král
    - Jiří VI.

  - generální guvernér
    - John Buchan
- Kostarika
  - León Cortés Castro
- Kuba
  - Federico Laredo Brú
- Mexiko
  - Lázaro Cárdenas del Río
- Nikaragua
  - Anastasio Somoza García
- Panama
  - Juan Demóstenes Arosemena
- Salvador
  - Maximiliano Hernández Martínez
- USA
  - Franklin Delano Roosevelt

## Oceánie
- Austrálie
  - král
    - Jiří VI.

  - generální guvernér
    - 1. Alexander Hore-Ruthven
    - 2. William Vanneck
- Nový Zéland
  - král
    - Jiří VI.

  - generální guvernér
    - George Monckton-Arundell
- Tonga
  - Sālote Tupou III.

## Jižní Amerika
- Argentina
  - Agustín Pedro Justo (do 20. února)
  - Roberto María Ortiz (od 20. února)
- Bolívie
  - Germán Busch
- Brazílie
  - Getúlio Vargas
- Ekvádor
  - prezidenti
    - 1. Gil Alberto Enríquez (do 10. srpna)
    - 2. Manuel María Borrero (10. srpna – 2. prosince)
    - 3. Aurelio Mosquera Narváez (od 2. prosince)
- Chile
  - prezidenti
    - 1. Arturo Alessandri (do 24. prosince)
    - 2. Pedro Aguirre Cerda (od 24. prosince)
- Kolumbie
  - prezidenti
    - 1. Alfonso López Pumarejo (do 7. srpna)
    - 2. Eduardo Santos Montejo (od 7. srpna)
- Paraguay
  - Félix Paiva
- Peru
  - Óscar R. Benavides
- Uruguay
  - Gabriel Tarra (do 18. června)
  - Alfredo Baldomir Ferrari (od 19. června)
- Venezuela
  - Eleazar López Contreras